# Halowe Mistrzostwa Europy w Lekkoatletyce 1985 – bieg na 3000 m mężczyzn
Bieg na 3000 metrów mężczyzn – jedna z konkurencji biegowych rozgrywanych podczas halowych lekkoatletycznych mistrzostw Europy w  hali Stadion Pokoju i Przyjaźni w Pireusie. Eliminacje zostały rozegrane 2 marca, a bieg finałowy 3 marca 1985. Zwyciężył reprezentant Belgii Bob Verbeeck. Tytułu zdobytego na poprzednich mistrzostwach nie bronił Lubomír Tesáček z Czechosłowacji.

## Rezultaty

### Eliminacje
Rozegrano 2 biegi eliminacyjne, do których przystąpiło 18 biegaczy. Awans do finału dawało zajęcie jednego z czterech pierwszych miejsc w swoim biegu (Q). Skład finału uzupełniło czterech zawodników z najlepszym czasem wśród przegranych (q).
Opracowano na podstawie materiału źródłowego.
Bieg 1
| Miejsce | Zawodnik         | Czas    | Uwagi |
| ------- | ---------------- | ------- | ----- |
| 1       | Frank O’Mara     | 7:58,12 | Q     |
| 2       | Dietmar Millonig | 7:58,13 | Q     |
| 3       | Romeo Živko      | 7:58,26 | Q     |
| 4       | Walter Merlo     | 7:58,71 | Q     |
| 5       | Peter Klimeš     | 7:58,81 | q     |
| 6       | Walerij Abramow  | 7:59,20 | q     |
| 7       | Jaime López      | 8:00,75 |       |
| 8       | Gábor Szabó      | 8:00,85 |       |
| 9       | Zdrawko Todorow  | 8:01,65 |       |
| 10      | Karl Fleschen    | 8:15,50 |       |

Bieg 2
| Miejsce | Zawodnik           | Czas    | Uwagi |
| ------- | ------------------ | ------- | ----- |
| 1       | Bob Verbeeck       | 7:58,12 | Q     |
| 2       | Witalij Tyszczenko | 7:58,16 | Q     |
| 3       | Thomas Wessinghage | 7:58,20 | Q     |
| 4       | Ivan Uvizl         | 7:58,31 | Q     |
| 5       | Robert Nemeth      | 7:58,40 | q     |
| 6       | Stig Roar Husby    | 8:00,49 | q     |
| 7       | Volker Welzel      | 8:03,50 |       |
| 8       | Tom Moloney        | 8:15,28 |       |
| –       | Stefano Mei        |         |       |

### Finał
Opracowano na podstawie materiału źródłowego.
| Miejsce | Zawodnik           | Czas    |
| ------- | ------------------ | ------- |
| 1       | Bob Verbeeck       | 8:10,84 |
| 2       | Thomas Wessinghage | 8:10,88 |
| 3       | Witalij Tyszczenko | 8:10,91 |
| 4       | Frank O’Mara       | 8:11,11 |
| 5       | Dietmar Millonig   | 8:11,21 |
| 6       | Robert Nemeth      | 8:11,24 |
| 7       | Romeo Živko        | 8:13,98 |
| 8       | Stig Roar Husby    | 8:14,70 |
| 9       | Ivan Uvizl         | 8:15,81 |
| 10      | Walerij Abramow    | 8:16,88 |
| 11      | Peter Klimeš       | 8:17,48 |
| 12      | Walter Merlo       | 8:20,54 |